# 筆 (クルアーン)
『筆』とは、クルアーンにおける第68番目の章（スーラ）。52の節（アーヤ）から成る。マッカ啓示に分類される。

## 内容
章の冒頭に神秘文字（Muqatta'at）が置かれているもの（計29スーラ）のうちの一つ。
その「筆に誓けて」という言葉に因んでこの題名が付けられている。
信心の果報が説かれる。